# Fornicia microcephala
Fornicia microcephala är en stekelart som beskrevs av Granger 1949. Fornicia microcephala ingår i släktet Fornicia och familjen bracksteklar. Inga underarter finns listade i Catalogue of Life.